# Niederländische Badmintonmeisterschaft 1988
Die Niederländische Badmintonmeisterschaft 1988 war die 47. Austragung der nationalen Titelkämpfe im Badminton in den Niederlanden.

## Sieger und Finalisten
| Disziplin    | Gold                         | Silber           |
| ------------ | ---------------------------- | ---------------- |
| Herreneinzel | Uun Santosa                  | Lex Coene        |
| Dameneinzel  | Astrid van der Knaap         | Monique Hoogland |
| Herrendoppel | Alex Meijer Pierre Pelupessy |                  |
| Damendoppel  | Eline Coene Erica van Dijk   |                  |
| Mixed        | Alex Meijer Erica van Dijk   |                  |